# Eislingen/Fils

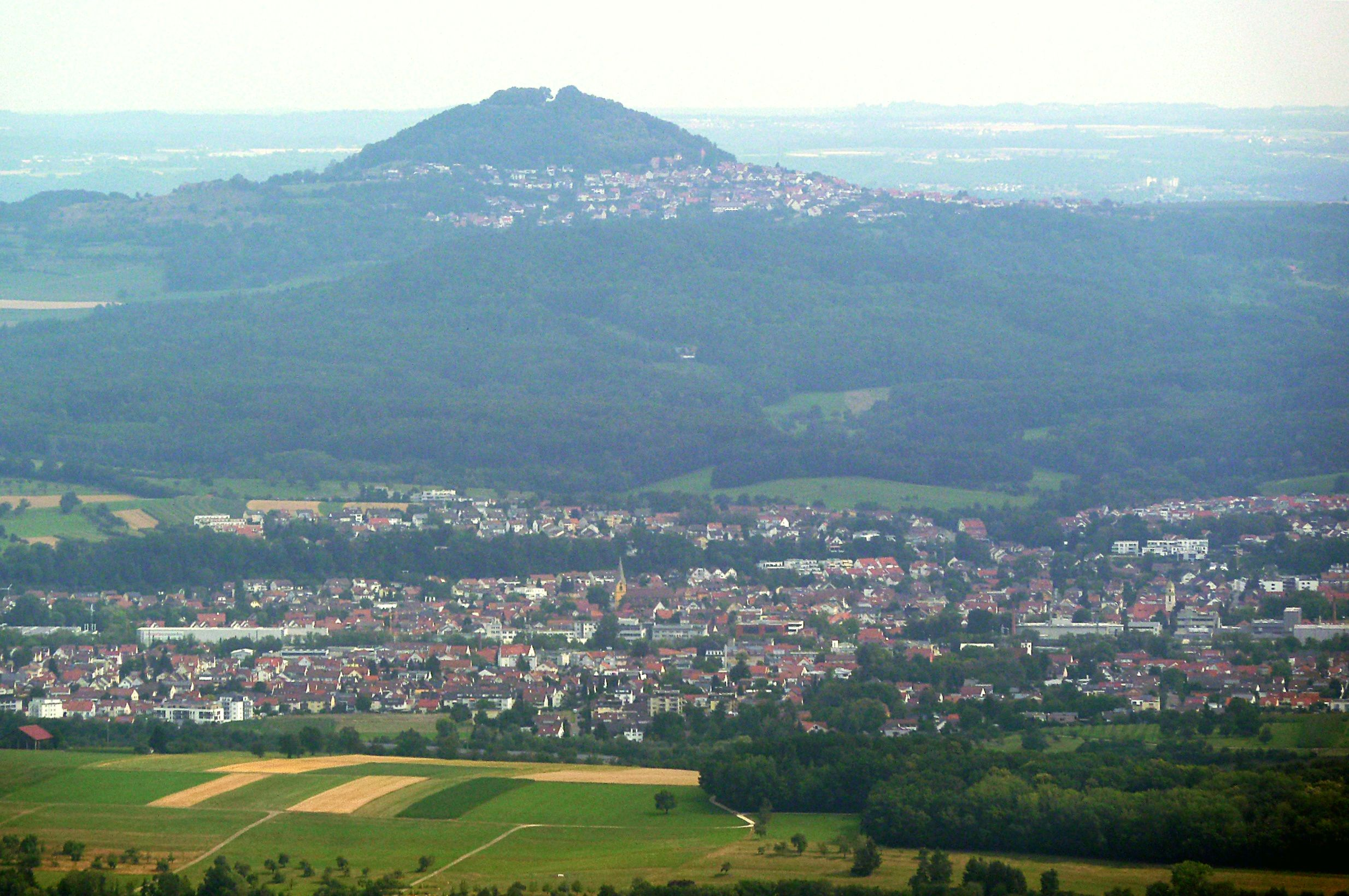
Blick auf Eislingen mit Hohenstaufen

Eislingen/Fils ist eine Große Kreisstadt im Landkreis Göppingen in Baden-Württemberg und gehört zum Regierungsbezirk Stuttgart.

## Geographie
Eislingen liegt im Filstal an der Mündung der Krumm in 320 bis 480 Meter Höhe und gehört zur inneren Region Stuttgart. Die Nachbarstädte sind im Uhrzeigersinn von Westen Göppingen, Ottenbach, Salach, Süßen und Göppingen-Holzheim.

### Stadtgliederung
Zur Gemeinde gehört das gleichnamige Stadtgebiet, der Weiler Eschenbäche, der Stadtteil Krummwälden und die Höfe Näherhof, Stumpenhof und Täleshof sowie die abgegangenen Ortschaften Ehrenstetten, Brunnenweiler und Hammertsweil.
Auf dem Gebiet des ehemaligen Brunnenweilers befindet sich heute ein gleichnamiges Wohngebiet am Rande der Nordstadt.

### Flächenaufteilung
Nach Daten des Statistischen Landesamtes, Stand 2014.

## Geschichte

### Vor der Erwähnung Eislingens
Um 125 n. Chr. befand sich im heutigen Eislingen ein römisches Holz-Erde-Kastell (Kastell Eislingen-Salach). Sein lateinischer Name und seine Garnison sind unbekannt. Das Kastell bestand vermutlich nicht länger als bis zur Verlegung des Limes vom Filstal in das Remstal um das Jahr 159 n. Chr. Das Kastell kann die Grenze der römischen Provinzen Rätien und Obergermanien markiert haben, deren exakter Nord-Süd-Verlauf im Raum Eislingen unbekannt ist.
Um das Jahr 500 zeigten sich erste Spuren alemannischer Besiedlung. An der Gemarkungsgrenze zu Göppingen könnte der Fund einer Fibel auf eine Besiedlung im späten 3. Jahrhundert hinweisen.

### Frühe Geschichte des Ortes alsIsiningaundUßlingen
861 wird Eislingen erstmals in der Stiftungsurkunde des Klosters Wiesensteig als Isininga erwähnt.
Etwa 250 Jahre später hatte Württemberg erstmals Besitzungen in Ußlingen, die aber bereits um 1100 an das Kloster Blaubeuren kamen.
Das spätere Großeislingen bezieht sich auf den alten Ort Isininga, Ußlingen oder Isiningen. Kleineislingen entstand entweder erst später oder erlangte erst später einen Rang, sodass man der Siedlung einen eigenen Namen gab.

### Geschichte Großeislingens
1343 kam Großeislingen (Isiningen) aus dem Besitz der Rechberger in die Abhängigkeit der Bischöfe von Würzburg. 1492 kaufte Graf Eberhard V. von Württemberg, der nachmalige Herzog Eberhard im Bart, ein Drittel des Ortes. Diese württembergische Beteiligung an Großeislingen blieb bis zum Ende des Heiligen Römischen Reichs bestehen, während sich die Besitzverhältnisse im Ortsteil des Hochstiftes Würzburg deutlich chaotischer verhielten.

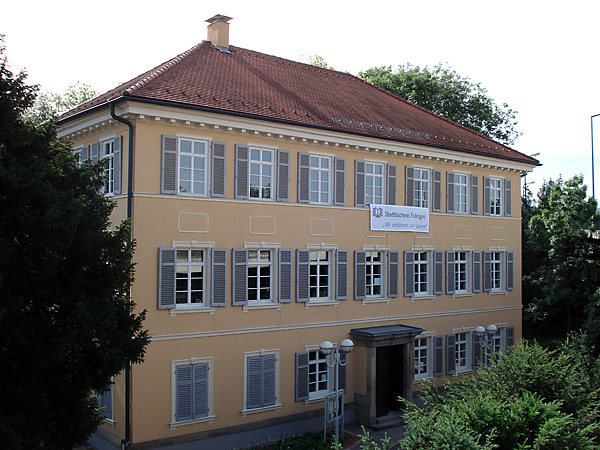
Die Stadtbücherei in Eislingen

1769 wurde das Eislinger Schloss durch den Freiherrn Constantin Adolph von Welden erbaut.
Im Lauf der Zeit bis 1803 erlebte Großeislingen bald mehrfach wechselnde und aufteilende Herrschaften, so dass zwischendurch bis zu drei Bestandteile des Dorfes existierten und der Ort lange Zeit als Territorium non clausum (wörtl.: nicht abgeschlossenes Gebiet) anzusehen war, bei dem die Rechte Württembergs mit reichsritterschaftlichen und Würzburger Rechten sich überschnitten. Ähnliche Herrschaftsverhältnisse sind sonst vor allem in Franken bekannt. Vor 1803 befand sich der Ort überwiegend zu einem Drittel unter württembergischer und zu zwei Dritteln unter Würzburger bzw. reichsritterschaftlicher Herrschaft.
1803 kamen durch den Reichsdeputationshauptschluss die nichtwürttembergischen 2/3 des Ortes vom Besitz der Grafen Degenfeld-Schomburg an das Kurfürstentum Bayern. Drei Jahre später, 1806, fiel dieses Gebiet zusammen mit weiteren Gebieten im heutigen Landkreis Göppingen durch Staatsvertrag vom Königreich Bayern an das Königreich Württemberg und wurde dem Oberamt Göppingen zugeordnet.

### Geschichte Kleineislingens

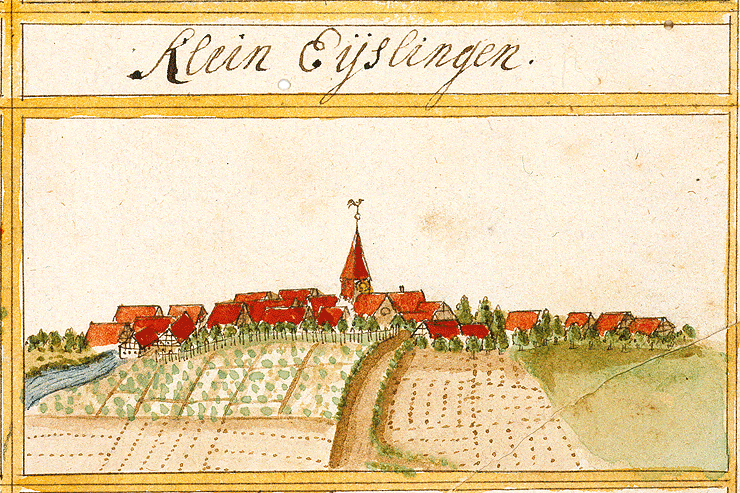
Kleineislingen in einer Darstellung von Andreas Kieser

Kleineislingen befindet sich an der Filsstraße, einer historischen Handelsroute, die Teil eines Netzes von Handelswegen war, das Europa durchspann. Dadurch war der Ort schon sehr früh am Verkehr und am Marktgeschehen orientiert.
1492 kaufte der württembergische Graf Eberhard im Bart den Hinterbliebenen des Göppinger Bürgers Werner Wernzhäuser das Dorf Kleineislingen (Clein-Yslingen) ab. Damit gehörte der Ort seit 1492 zu Württemberg, mit Ausnahme eines Forstes, der im Besitz der Grafen von Helfenstein war und zunächst blieb.

### Geschichte Krummwäldens
Der Ortsteil Krummwälden wird erstmals 1275 genannt. Als Weiler der Gemeinde Großeislingen teilte er meist deren Geschichte und verblieb mit dieser bei der Vereinigung der beiden Eislingen bei der neugegründeten Stadt.

### Gemeinsame Geschichte beider Eislingen vor der Vereinigung
In der Neuzeit erlebte der Ort unter anderem dank des Anschlusses an die Filstalbahn einen Aufschwung in der Industrialisierung. Der Bahnhof Eislingen (Fils) wurde 1847 in seiner ersten Form bei der Errichtung der Strecke erbaut, womit Eislingen an das Netz der Königlich Württembergischen Staats-Eisenbahnen angeschlossen war.
1873 wurde der Eislinger Turnverein gegründet.
Am 24. September 1933 wurden Großeislingen, die heutige Nordstadt, und Kleineislingen, die jetzige Südstadt, vereinigt und unter dem Namen Eislingen/Fils zur Stadt erhoben.

### Geschichte der vereinten Stadt Eislingen
Bei der Verwaltungsreform während der NS-Zeit in Württemberg gelangte Eislingen 1938 zum Landkreis Göppingen. 1940 wurde mit dem Bau der Struttsiedlung begonnen, der nach dem Krieg ab 1951 mit der angrenzenden Vogelgartensiedlung fortgeführt wurde. 1945 wurde die Stadt Teil der Amerikanischen Besatzungszone und gehörte somit zum neu gegründeten Land Württemberg-Baden, das 1952 im jetzigen Bundesland Baden-Württemberg aufging.
Durch den Zuzug von Flüchtlingen aus den ehemaligen deutschen Ostgebieten wuchs die Stadt stark an und überschritt noch bis zu den 1960er Jahren die 15.000-Einwohner-Marke. Nach vollzogener Aufnahme der Flüchtlinge legte sich dieses starke Bevölkerungswachstum bald wieder.
1969 wurde das Erich-Kästner-Gymnasium eröffnet, das Schüler aus Eislingen und den Gemeinden Salach und Ottenbach aufnimmt.
Durch Beschluss vom 26. Juli 2011 hat die Landesregierung von Baden-Württemberg Eislingen mit Wirkung vom 1. Januar 2012 zur Großen Kreisstadt erklärt.

### Religionen

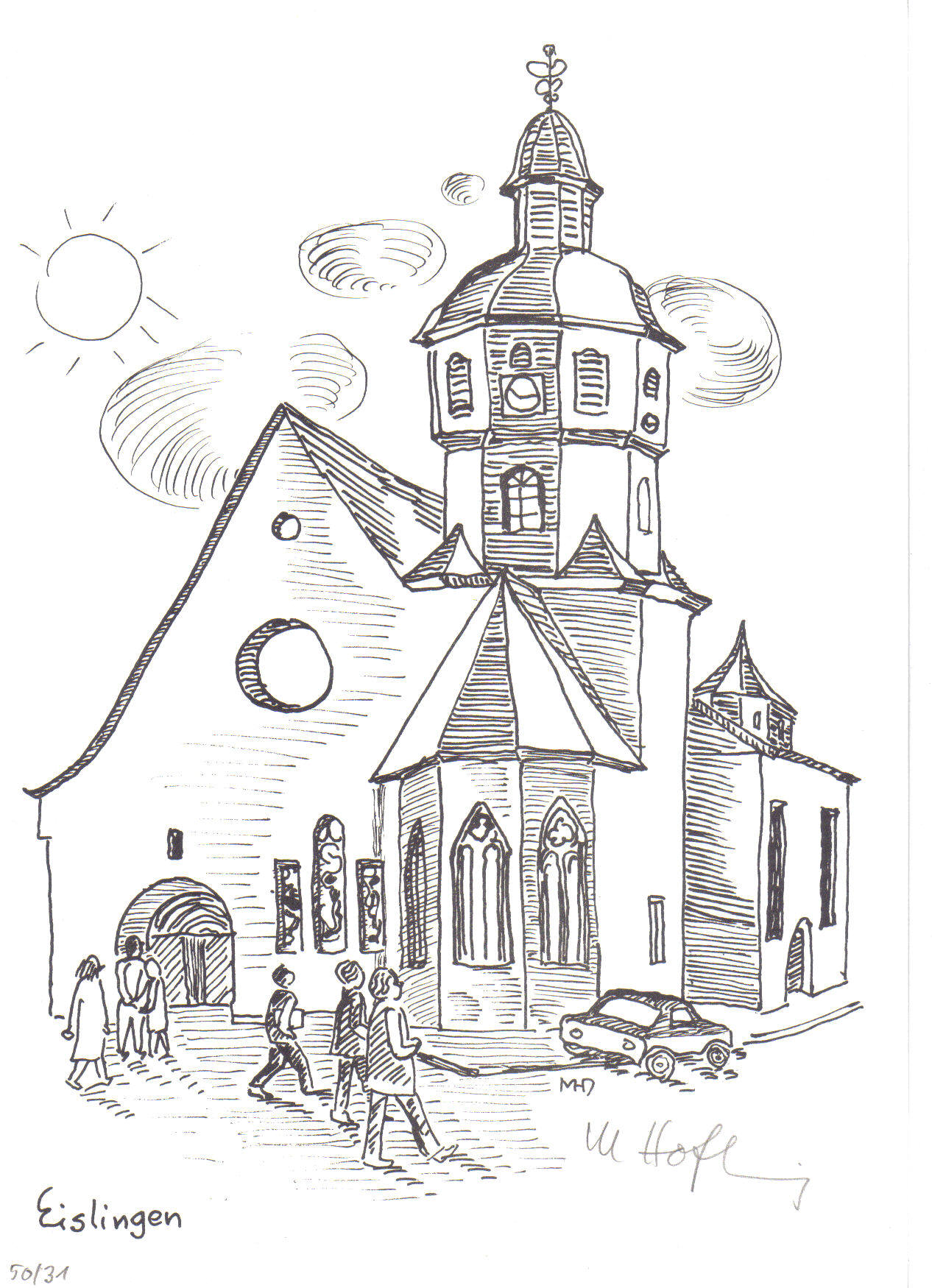
Eislingen, Federzeichnung für„Sonntagsfahrt ums Filstal“ von Margret Hofheinz-Döring

Das Christentum besteht im Eislinger Gebiet seit dem 7. Jahrhundert und man nimmt an, dass bereits zu dieser Zeit eine kleinere Kirche gebaut wurde. Eislingens erste Pfarrei soll im Jahr 1348 in Groß-Eislingen, also nördlich der Fils, entstanden sein. Politisch war Groß-Eislingen auf verschiedene kleine Herrschaften und Klöster aufgeteilt. Nach der Reformation gelangte der überwiegende Teil an das Hochstift Würzburg, welches sein Gebiet an verschiedene Herrschaften zu Lehen vergab. Etwa ein Drittel des Ortes war durch die Klöster Adelberg und Blaubeuren sowie das Stift Faurndau an Württemberg gekommen. Zunächst wurde im ganzen Ort die Reformation eingeführt. Im würzburgischen Teil wurde ab 1592 durch die Herren von Rechberg die Gegenreformation eingeführt, so dass die Pfarrkirche St. Maria (ab 1884 St. Markus) von Groß-Eislingen künftig wieder katholisch war. Die evangelischen Bewohner von Groß-Eislingen wurden dann von Klein-Eislingen betreut. 1903 wurde in Groß-Eislingen wieder eine evangelische Pfarrei errichtet und 1906 eine eigene Kirche, die Christuskirche erbaut. Krummwälden war ebenso wie Groß-Eislingen politisch geteilt. Im württembergischen Teil wurde die Reformation eingeführt, der rechbergische und Bubenhofener Teil blieb katholisch. Im Gegensatz zu Groß-Eislingen, das überwiegend katholisch blieb bzw. durch die Gegenreformation wieder katholisch wurde, war Klein-Eislingen nach der Reformation durch Württemberg ein evangelischer Ort. Zunächst Filiale von Holzheim wurde Klein-Eislingen 1863 eigene Pfarrei. - In Eislingen/Fils gibt es heute die aktiven Kirchengemeinden:
Evangelische Kirchengemeinden, zum Kirchenbezirk Göppingen gehörig:
- die Christuskirchengemeinde[5] mit der Christuskirche (siehe unten: Bauwerke). Die Gemeinde umfasst Teile der Stadt und zwar überwiegend die ehemalige Gemeinde Groß-Eislingen nördlich der Fils sowie den Stadtteil Krummwälden und die Gemeinde Ottenbach.
- die Lutherkirchengemeinde[6] mit der Lutherkirche (siehe unten: Bauwerke).

Katholische Kirchengemeinden:
- St. Markus mit St. Jakobus in Krummwälden.
- Liebfrauen.[7]

Im Altenzentrum St. Elisabeth, das vom kath. Kranken- und Wohlfahrtspflegeverein St. Markus betrieben wird, befindet sich eine Kapelle, in der katholische und evangelische Gottesdienste stattfinden.
Daneben gab es von 1921 bis 2019 in Eislingen/Fils eine Neuapostolische Kirche. Die Kirchengemeinde wurde am 20. November 2019 von Apostel Volker Kühnle profaniert. Die Gemeinde Eislingen wurde in die Neuapostolische Kirche von Süßen integriert.

### Einwohnerentwicklung
Die Einwohnerentwicklung der Stadt Eislingen und ihrer Vorgängergemeinden seit 1837 (Zahlen vor 1933 geben die Summe beider Eislingen wieder):
| Jahr | Einwohner |
| ---- | --------- |
| 1837 | 2.341     |
| 1844 | 2.240     |
| 1871 | 3.013     |
| 1880 | 3.559     |
| 1890 | 4.059     |
| 1900 | 5.305     |
| 1907 | 6.370     |
| 1910 | 7.501     |
| 1925 | 8.526     |
| 1933 | 9.139     |

| Datum          | Einwohner |
| -------------- | --------- |
| 17. Mai 1939   | 9.342     |
| 13. Sept. 1950 | 13.399    |
| 1956           | 14.564    |
| 6. Juni 1961   | 15.648    |
| 31. Dez. 1961  | 15.837    |
| 31. Dez. 1965  | 17.328    |
| 27. Mai 1970   | 18.032    |
| 31. Dez. 1975  | 18.570    |
| 31. Dez. 1980  | 18.235    |
| 31. Dez. 1985  | 17.810    |

| Datum         | Einwohner |
| ------------- | --------- |
| 25. Mai 1987  | 17.217    |
| 31. Dez. 1990 | 17.934    |
| 31. Dez. 1995 | 19.294    |
| 31. Dez. 2000 | 19.886    |
| 31. Dez. 2005 | 20.446    |
| 31. Dez. 2010 | 20.364    |
| 31. Dez. 2015 | 20.177    |
| 31. Dez. 2020 | 21.243    |

Einwohnerentwicklung von Eislingen von 1837 bis 2015

Aufgrund seiner relativ geringen Fläche ist Eislingen die am dichtesten besiedelte Stadt im Landkreis Göppingen und eine der am dichtesten besiedelten Städte im weiteren Umland.

## Politik

### Gemeinderat
Der Gemeinderat in Eislingen besteht aus den 22 gewählten ehrenamtlichen Gemeinderäten und dem Oberbürgermeister als Vorsitzendem. Der Oberbürgermeister ist im Gemeinderat stimmberechtigt. Die Kommunalwahl am 9. Juni 2024 führte zu folgendem Ergebnis (mit Vergleichszahlen der vorigen Wahl):
| Parteien und Wählergemeinschaften | Parteien und Wählergemeinschaften           | % 2024  | Sitze 2024 |         | % 2019  | Sitze 2019 | Kommunalwahl 2024 %3020100 26,65 %23,27 %13,69 %12,75 %11,85 %11,79 % CDUFWSPDGrüneEDMWIEGewinne und Verlusteim Vergleich zu 2019 %p 12 10 8 6 4 2 0 −2 −4 −6 −8−10−1,95 %p−5,61 %p−6,55 %p−9,53 %p+11,85 %p+11,79 %pCDUFWSPDGrüneEDMWIE |
| CDU                               | Christlich Demokratische Union Deutschlands | 26,65   | 6          | 28,60   | 6       |            | Kommunalwahl 2024 %3020100 26,65 %23,27 %13,69 %12,75 %11,85 %11,79 % CDUFWSPDGrüneEDMWIEGewinne und Verlusteim Vergleich zu 2019 %p 12 10 8 6 4 2 0 −2 −4 −6 −8−10−1,95 %p−5,61 %p−6,55 %p−9,53 %p+11,85 %p+11,79 %pCDUFWSPDGrüneEDMWIE |
| FWV                               | Freie Wählervereinigung Eislingen           | 23,27   | 5          | 28,88   | 6       |            | Kommunalwahl 2024 %3020100 26,65 %23,27 %13,69 %12,75 %11,85 %11,79 % CDUFWSPDGrüneEDMWIEGewinne und Verlusteim Vergleich zu 2019 %p 12 10 8 6 4 2 0 −2 −4 −6 −8−10−1,95 %p−5,61 %p−6,55 %p−9,53 %p+11,85 %p+11,79 %pCDUFWSPDGrüneEDMWIE |
| SPD                               | Sozialdemokratische Partei Deutschlands     | 13,69   | 3          | 20,24   | 5       |            | Kommunalwahl 2024 %3020100 26,65 %23,27 %13,69 %12,75 %11,85 %11,79 % CDUFWSPDGrüneEDMWIEGewinne und Verlusteim Vergleich zu 2019 %p 12 10 8 6 4 2 0 −2 −4 −6 −8−10−1,95 %p−5,61 %p−6,55 %p−9,53 %p+11,85 %p+11,79 %pCDUFWSPDGrüneEDMWIE |
| Grüne                             | Bündnis 90/Die Grünen                       | 12,75   | 3          | 22,28   | 5       |            | Kommunalwahl 2024 %3020100 26,65 %23,27 %13,69 %12,75 %11,85 %11,79 % CDUFWSPDGrüneEDMWIEGewinne und Verlusteim Vergleich zu 2019 %p 12 10 8 6 4 2 0 −2 −4 −6 −8−10−1,95 %p−5,61 %p−6,55 %p−9,53 %p+11,85 %p+11,79 %pCDUFWSPDGrüneEDMWIE |
| EDM                               | EislingerDemokratischeMitte                 | 11,85   | 3          | –       | –       |            | Kommunalwahl 2024 %3020100 26,65 %23,27 %13,69 %12,75 %11,85 %11,79 % CDUFWSPDGrüneEDMWIEGewinne und Verlusteim Vergleich zu 2019 %p 12 10 8 6 4 2 0 −2 −4 −6 −8−10−1,95 %p−5,61 %p−6,55 %p−9,53 %p+11,85 %p+11,79 %pCDUFWSPDGrüneEDMWIE |
| WIE                               | Wir für Eislingen                           | 11,79   | 2          | –       | –       |            | Kommunalwahl 2024 %3020100 26,65 %23,27 %13,69 %12,75 %11,85 %11,79 % CDUFWSPDGrüneEDMWIEGewinne und Verlusteim Vergleich zu 2019 %p 12 10 8 6 4 2 0 −2 −4 −6 −8−10−1,95 %p−5,61 %p−6,55 %p−9,53 %p+11,85 %p+11,79 %pCDUFWSPDGrüneEDMWIE |
| Gesamt                            | Gesamt                                      | 100 %   | 22         | 100 %   | 22      |            | Kommunalwahl 2024 %3020100 26,65 %23,27 %13,69 %12,75 %11,85 %11,79 % CDUFWSPDGrüneEDMWIEGewinne und Verlusteim Vergleich zu 2019 %p 12 10 8 6 4 2 0 −2 −4 −6 −8−10−1,95 %p−5,61 %p−6,55 %p−9,53 %p+11,85 %p+11,79 %pCDUFWSPDGrüneEDMWIE |
| Wahlbeteiligung                   | Wahlbeteiligung                             | 47,45 % | 47,45 %    | 50,93 % | 50,93 % |            | Kommunalwahl 2024 %3020100 26,65 %23,27 %13,69 %12,75 %11,85 %11,79 % CDUFWSPDGrüneEDMWIEGewinne und Verlusteim Vergleich zu 2019 %p 12 10 8 6 4 2 0 −2 −4 −6 −8−10−1,95 %p−5,61 %p−6,55 %p−9,53 %p+11,85 %p+11,79 %pCDUFWSPDGrüneEDMWIE |

### Bürgermeister

#### Schultheißen der Gemeinde Klein-Eislingen bis 1933
- um 1508: Lienhard Ried
- um 1591: Ulrich Ried
- um 1682: Hans Ried
- um 1685: Jakob Link
- um 1694: Georg Engenwalt
- um 1700: Georg Kellenbenz
- um 1710: Adam Kötzle
- um 1711: Johann Bihler und Bißer
- um 1723: Leonhard Schuster
- um 1736: Johannes Rupp
- um 1740: Jakob Kellenbenz
- um 1761: Bernhard Kötzle
- um 1776: Leonhard Kötzle
- um 1790: Hans Georg Blessing
- um 1799: Johannes Rapp, dann Vetter und Holl
- um 1830: Stübler, dann Rapp, Haug und Nieß
- 1868–1884: Leo (1860 von Gschwend zugezogen)
- 1884–1890: Kleindienst (erster Fachmann)
- 1890–1906: Scheer (geb. 31. März 1864 in Klein-Eislingen)
- 1907–1932: August Umgelter (geb. 1. Februar 1872 in Stuttgart, zuvor 17 Jahre Holzheimer Schultheiß)

#### Schultheißen von Groß-Eislingen (würzburgischer Ortsteil) bis 1806
| - um 1508: Hans Heller - um 1560: Augustin Hitzler - um 1716: Johannes Zimmermann - um 1723: Georg Zimmermann - um 1725: Johannes Rummel | - um 1751: Gregor Lohrmann - um 1756: Georg Rummel - um 1769: Michael Seyboldt - um 1798: Jakob Rummel - um 1806: Anton Lechleitner |

#### Schultheißen von Groß-Eislingen (württembergischer Ortsteil) bis 1806
| - um 1560: Hans Zeuner - um 1655: Jakob Link - um 1716: Jakob Kienel - um 1737: Georg Koßer | - um 1753: Michael Haug - um 1766: Leonhard Weyler - um 1770: Michael Schrag - um 1796–1806: Jakob Link |

#### Schultheißen der vereinigten Gemeinde Groß-Eislingen ab 1806
- 1806–1818: Jakob Link, der bereits Schultheiß des altwürttembergischen Groß-Eislingen war
- 1819–1833: Joseph Lieker (geb. 8. Februar 1716, gest. 24. Februar 1833)
- 1833–1843: Joseph Tröster (geb. 2. Oktober 1783 in Pfauhausen, Chirurg und Wundarzt)
- 1844–1846: Franz Joseph Rieker
- 1845–1866: Schrag
- 1866–1895: Johann Michael Schrag (auf dem Rathaus in den Armen seines Obersekretärs und Nachfolgers Vogel verstorben)
- 1895–1929: Julius Vogel
- 1930–1933: Anton Breuling (nach der Vereinigung beider Eislingen Stadtpfleger)

#### Bürgermeister der Stadt Eislingen 1933–2011
- 1933–1945: Hans Schuster (zuvor Oberkommissar im Oberamt Herrenberg), Stellvertreter 1940–1945 Stadtbaumeister und 1. Beigeordneter Gottlieb Nürk
- 1945: Stadtbaumeister Gottlieb Nürk (bis zum Kriegsende)
- 1945–1947: G. Rohrer wurde nach Kriegsende kommissarischer Bürgermeister, 1946 vom Gemeinderat bestätigt und schied am 15. Oktober 1947 aus.
- 1947: Amtsverweser H. Bulling
- 1948–1978: Erwin Meyer
- 1978–2010: Günther Frank (SPD)
- 2010–2011: Klaus Heininger (parteilos)

#### Oberbürgermeister der Großen Kreisstadt Eislingen seit 2012
- seit 2012: Klaus Heininger (parteilos)[12]

### Wappen
Die Blasonierung des Wappens lautet: „Von Silber und Blau geviert, in den oberen Feldern eine liegende Hirschstange in verwechselten Farben.“
Die württembergische Hirschstange im Wappen wurde in den Anfangsjahren nach Einführung in der üblichen schwarzen Färbung verwendet, was jedoch der heraldischen Farbregel widersprach und dieser einige Zeit später angeglichen wurde, sodass das Wappen heute die seltenere Besonderheit unter württembergischen Stadt- und Gemeindewappen aufweist, dass es eine weiß-blaue württembergische Hirschstange enthält.

### Städtepartnerschaften
Eislingen unterhält seit 1989 partnerschaftliche Beziehungen zur auch von deutschen Donauschwaben besiedelten Gemeinde Villány (deutsch Wieland) im Süden Ungarns und seit 2001 zur französischen Gemeinde Oyonnax am südlichen Rand des Juragebirges.

### Eislinger Zeitung
Die Eislinger Zeitung ist das Amtsblatt der Stadt Eislingen/Fils und wird jeden Donnerstag neu veröffentlicht. Gedruckt wird sie von der Nussbaum Medien GmbH & Co. KG. In ihr enthalten sind Nachrichten über die Stadt, amtliche Bekanntmachungen, das Vereinsleben, kirchliche Informationen, Informationen aus dem Bildungswesen und Veranstaltungen der Stadt wie z. B. ein Bericht über den Eislinger Weihnachtsmarkt.

## Wirtschaft und Infrastruktur

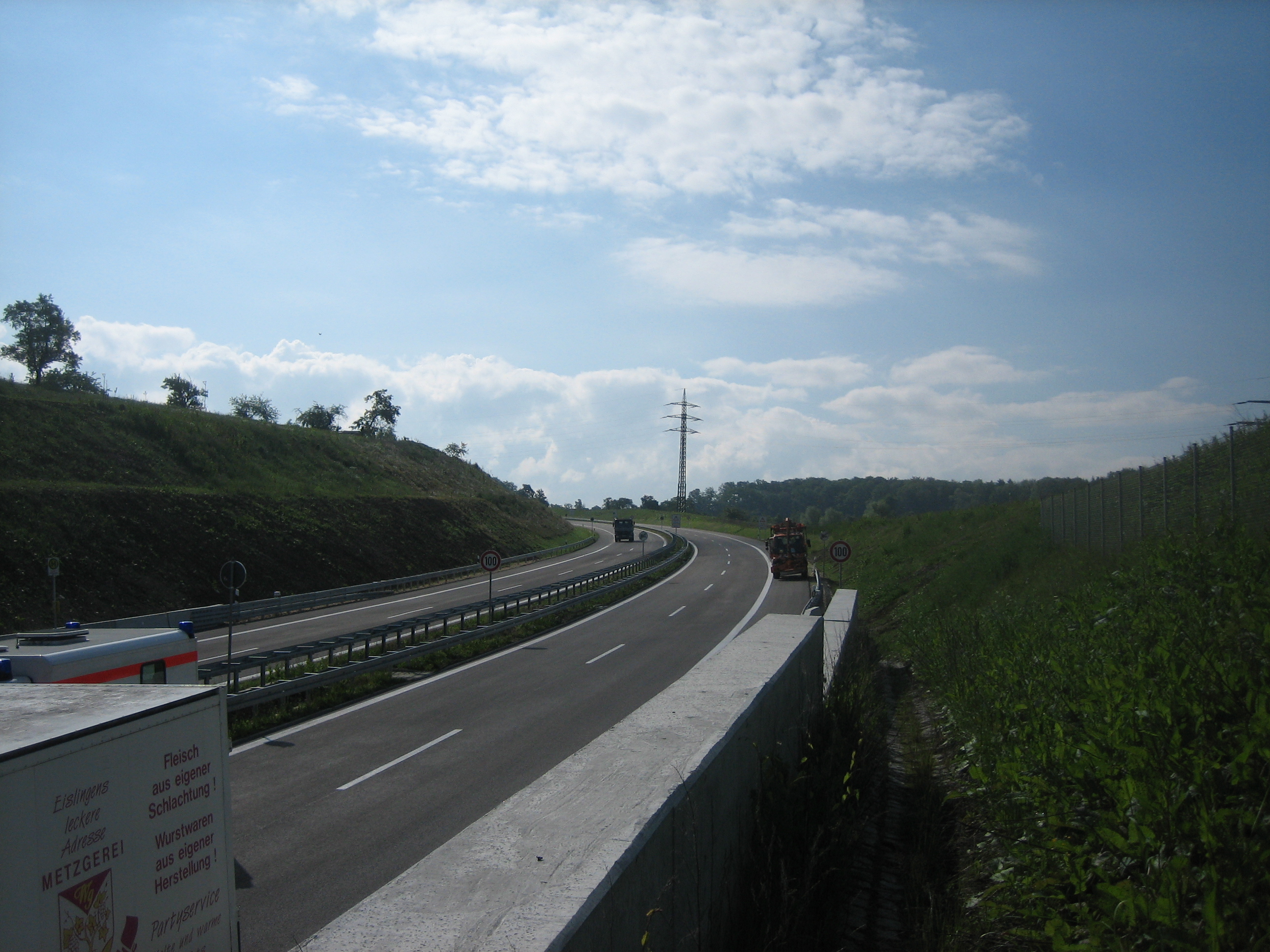
Bild von der B10

### Verkehr
Eislingen ist durch die Bundesstraße 10 (Lebach–Neusäß) an das überregionale Straßennetz angeschlossen. Der vierspurige Ausbau der B 10 im Bereich Eislingen wurde am 7. Juni 2006 abgeschlossen. Die Verkehrsentlastung der Innenstadt fiel jedoch nicht so stark aus, wie erhofft.
Die Filstalbahn von Stuttgart nach Neu-Ulm bindet Eislingen an das Eisenbahnnetz an. Der Bahnhof Eislingen (Fils) wird von der Metropolexpress-Linie MEX 16 Stuttgart-Plochingen-Göppingen-Geislingen-Ulm bedient.
Des Weiteren verkehren die Buslinien 940, 941, 942 und 943 des Omnibusverkehrs Göppingen und die RBS-Buslinie 972 durch Eislingen.
Über eine Alltagsradroute aus dem Radnetz Baden-Württemberg ist Eislingen mit Göppingen und in der anderen Richtung über Salach und Süßen mit Geislingen an der Steige verbunden.

### Unternehmen
Ein wichtiges Unternehmen mit Sitz in Eislingen ist der Schmierstoff- und Druckfarbenhersteller Zeller+Gmelin.
Die Salvia Gebäudetechnik ist ein Unternehmen im Bereich der Technischen Gebäudeausrüstung mit Hauptsitz im ehemaligen Buntweberei-Areal in Eislingen. Das Unternehmen beschäftigt deutschlandweit mehr als 2.000 Mitarbeiter.

### Bildungseinrichtungen
Neben dem Erich-Kästner-Gymnasium und der Dr.-Engel-Realschule gibt es mit der Silcherschule und der Schillerschule auch zwei Grund- und Werkrealschulen. Die Pestalozzi-Förderschule rundet das Bildungsangebot ab.
Neben den allgemeinen Bildungseinrichtungen spricht die Stadtbücherei Eislingen mit ihrem Medien- und Veranstaltungsangebot die gesamte Bevölkerung an.

## Natur
Wie vielerorts im Filstal befinden sich in Eislingen zwei Sauerbrunnen, deren Benutzung für die Anwohner kostenfrei ist, in der Südstadt der 1931 gebaute Barbarossa-Brunnen und der 1982 gebaute Uhland-Brunnen in der Nordstadt am Krummufer.

## Kultur und Sehenswürdigkeiten

### Manische Sprache
In den Jahren 1940 bis 1950 eigneten sich Teile der Eislinger Jugend die aus Nordhessen stammende Rotwelschsprache Manisch als Geheimsprache an. Sie kamen vermutlich ursprünglich über fahrende Händler in Kontakt mit der Sprache, welche sich aus dem Jenischen entwickelte.
Sinn dieser Geheimsprache war, sich verständigen zu können, ohne dass die Eltern dies verstanden. Ebenso war ein Ziel, dass die Eislinger Jugend kommunizieren konnte, ohne dass die Jugendlichen aus der Nachbarstadt Göppingen verstehen konnten, worüber sich die aus Eislingen unterhielten.
Die Geheimsprache war keinesfalls so ausgereift wie eine Nationalsprache. Das Vokabular erlaubte Unterhaltungen über Zigaretten, Bier, Tändeleien und die Polizei, die Jugendlichen konnten so kommunizieren, dass sie einander verstanden.
Die Geheimsprache war nur in der jugendlichen Generation dieser Zeit verbreitet. Zu Ende der 1960er Jahre sprach die nachrückende Jugend diese Sprache nicht mehr.

### Fischsaurierfriedhof
Beim Bau der neuen Trasse der Bundesstraße B10 südlich von Eislingen wurden 2002 die Fossilien von Fischsauriern aus dem Jurameer mit einem Alter von 180 Millionen Jahren entdeckt und freigelegt. Der spektakuläre Fund erhielt den Namen Fischsaurierfriedhof von Eislingen. Über Details des Fundes und den damaligen Lebensraum informierte 2006 eine große Ausstellung in der Stadthalle von Eislingen.

### Bauwerke

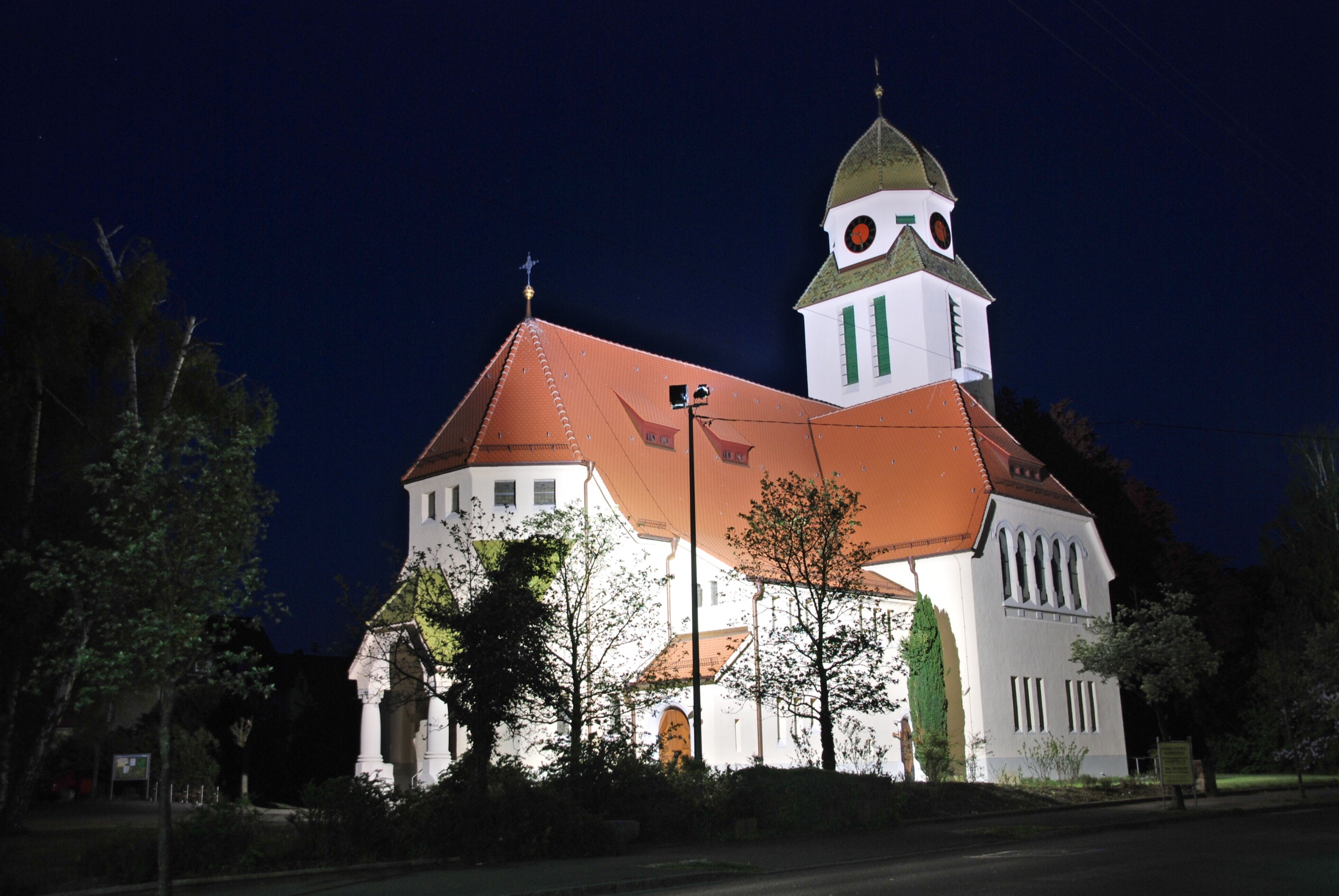
Christuskirche bei Nacht

- Die St.-Anna-Kapelle (kath.) - Die älteste noch als Ganze bestehende kirchliche Einrichtung Eislingens wurde mit der Kapelle St. Anna zum Ende des 15. Jahrhunderts errichtet und am 15. August 1513 geweiht. Diese Kapelle wird allerdings nur noch zu besonderen Anlässen geöffnet.
- Die St.-Markus-Kirche (kath.) - Noch weiter zurück als die Annakapelle reichen die Grundmauern des Turmes von St. Markus. Dieser Teil der Kirche war zugleich auch Chorraum des Vorgängerbaus. Darin sind Fresken enthalten, die wohl aus der Zeit um 1350 stammen. Die Grundmauern darunter sind vermutlich noch älter.
- Die Liebfrauen-Kirche (kath.)
- Die Christuskirche (ev.)[20][21] - Sie wurde 1906 vom Stuttgarter Architekten Richard Böklen im Jugendstil errichtet.[22] Der Historienmaler und Direktor der Stuttgarter Kunstakademie Friedrich von Keller schuf das Leinwandgemälde Bergpredigt im Chor über den ursprünglichen farbverglasten Ostfenstern. Die Kirche und vor allem der Altarraum wurden 1963–1964 unter der künstlerischen Gesamtkonzeption von Rudolf Yelin d. J. stark verändert, von Jugendstilelementen „bereinigt“ und mit neuen Prinzipalien (Kanzel, Altar, Taufstein, Kreuz) ausgestattet. Eine die ursprüngliche Baukonzeption wertschätzende und zugleich zukunftsweisende Renovierung ab 2020 ist in Vorbereitung.
- Die Lutherkirche (ev.) - Eine Bernhardskapelle wurde in Klein-Eislingen bereits 1530 erwähnt. Sie wurde 1698 abgebrochen und durch die heutige Lutherkirche ersetzt. Die Kirche war nach der Reformation bis zum Anfang des 20. Jahrhunderts auch für die evangelischen Bewohner von Groß-Eislingen zuständig. 1912/13 wurde die Lutherkirche durch den bekannten Architekten Martin Elsaesser[23] mit Jugendstilelementen völlig umgestaltet und stark erweitert. Im alten Chor, heute Sakristei, verblieben einige 1698 gestiftete Rundglasscheiben mit wappenähnlichen Glasmalereien. Der Altarraum von 1913 erhielt eine inzwischen restaurierte Jugendstil-Farbgebung und ein Weihnachtsfenster der Glasmalerin Lydia Schäfer (* 1882, später: Jost-Schäfer). Im Rahmen der Kirchenrenovierung 2001 wurde eine neue Orgel eingebaut.[24]
- Die gotische Dorfkirche St. Jakobus im Ortsteil Krummwälden (kath.; ev. Mitnutzung) - Die bereits 1275 erwähnte Kirche blieb zunächst katholisch, wird aber seit 1592 simultan genutzt. Es handelt sich um einen flachgedeckten Saalbau mit Chor und einem Dachreiter. Der Flügelaltar datiert 1510/20.
- Das Eislinger Schloss, ehemaliges Sommerhaus des Freiherren Constantin Adolph von Welden, ist nach langer ungenutzter Zeit seit 1989 als Stadtbücherei wieder in Verwendung.
- Das Schlosstheater, Kino- und Veranstaltungsstätte, Baujahr 1952, wurde 2012 abgerissen
- Das alte Pumpwerk des Eislinger Wasserwerks von 1909.
- Die Nachbildung eines 181 Millionen Jahre alten Fischsauriers, der in der Nähe der neuen B 10 gefunden wurde (ausgestellt in der Stadthalle Eislingen)

### Kunst

#### Eislinger Kreiselkunst
Auf neun Verkehrskreiseln in Eislingen wurde Kunst im Kreisverkehr installiert. Die „Eislinger Kreiselkunst“ ist mittlerweile regional bekannt.
- 2000: Spirale, Christoph Freimann, Verkehrskreisel Hauptstraße/Jahnstraße
- 2002: Eislinger Tor, Michael Danner, Verkehrskreisel Salacherstraße/Leibnizstraße
- 2003: Beflügelt, Josef Bücheler, Verkehrskreisel Schererstraße/Poststraße
- 2003: Empfänger, Ingrid Hartlieb, Stahl, Höhe 250 cm, Verkehrskreisel Hauptstraße/Schloss-Straße
- 2008: In einem Meer vor unserer Zeit, Mona Bayr/Alexander Funk, Glasskulptur, Höhe 600 cm,  Verkehrskreisel Ulmerstraße/Am Eichenbach
- 2009: Die Wegweiserin, Anja Luithle, Verkehrskreisel Hindenburgstraße/Jahnstraße
- 2011: Das unbewegliche Theater, Fritz Schwegler, Verkehrskreisel Ulmerstraße/Osttangente
- 2016: Weed Pine, Manuela Tirler, Verkehrskreisel Stuttgarter Straße/Mühlbachstraße
- 2024: Eislinger Stelzenläufer, Andreas Futter, Bronze, Höhe 750 cm, Hirschkreisel Hauptstraße/Ulmerstraße

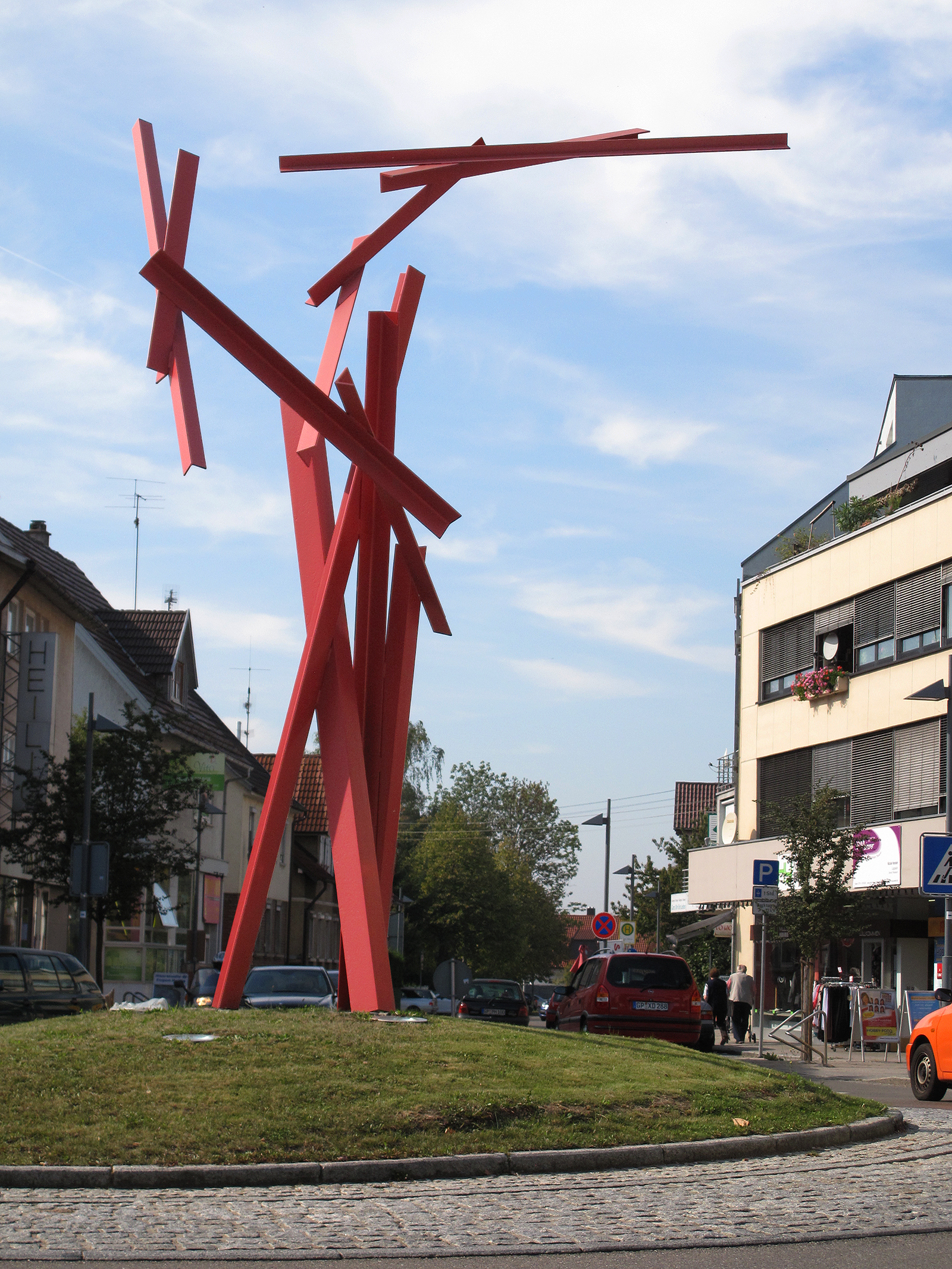
Spirale, Christoph Freimann (2000)
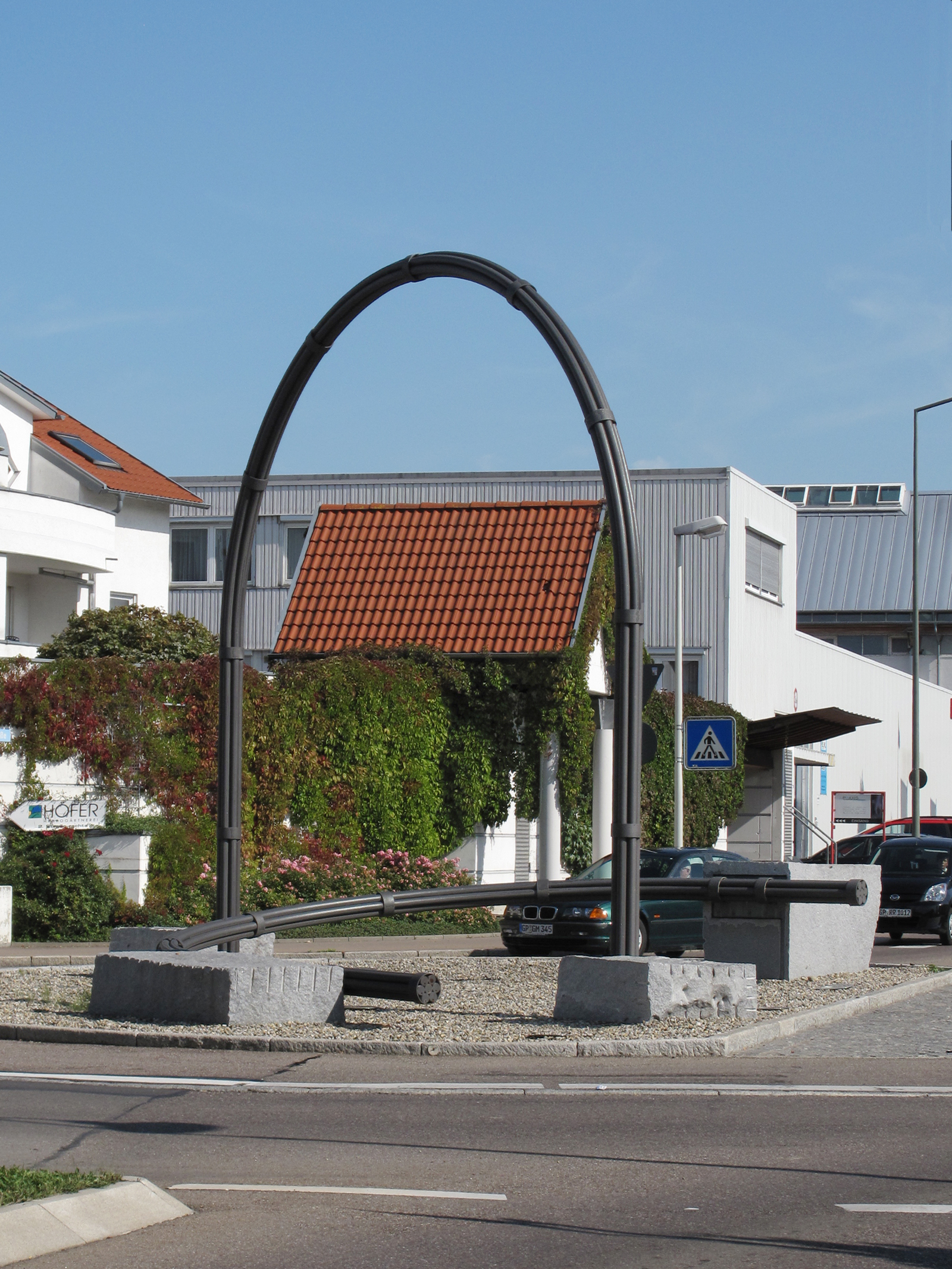
Eislinger Tor, Michael Danner (2002)
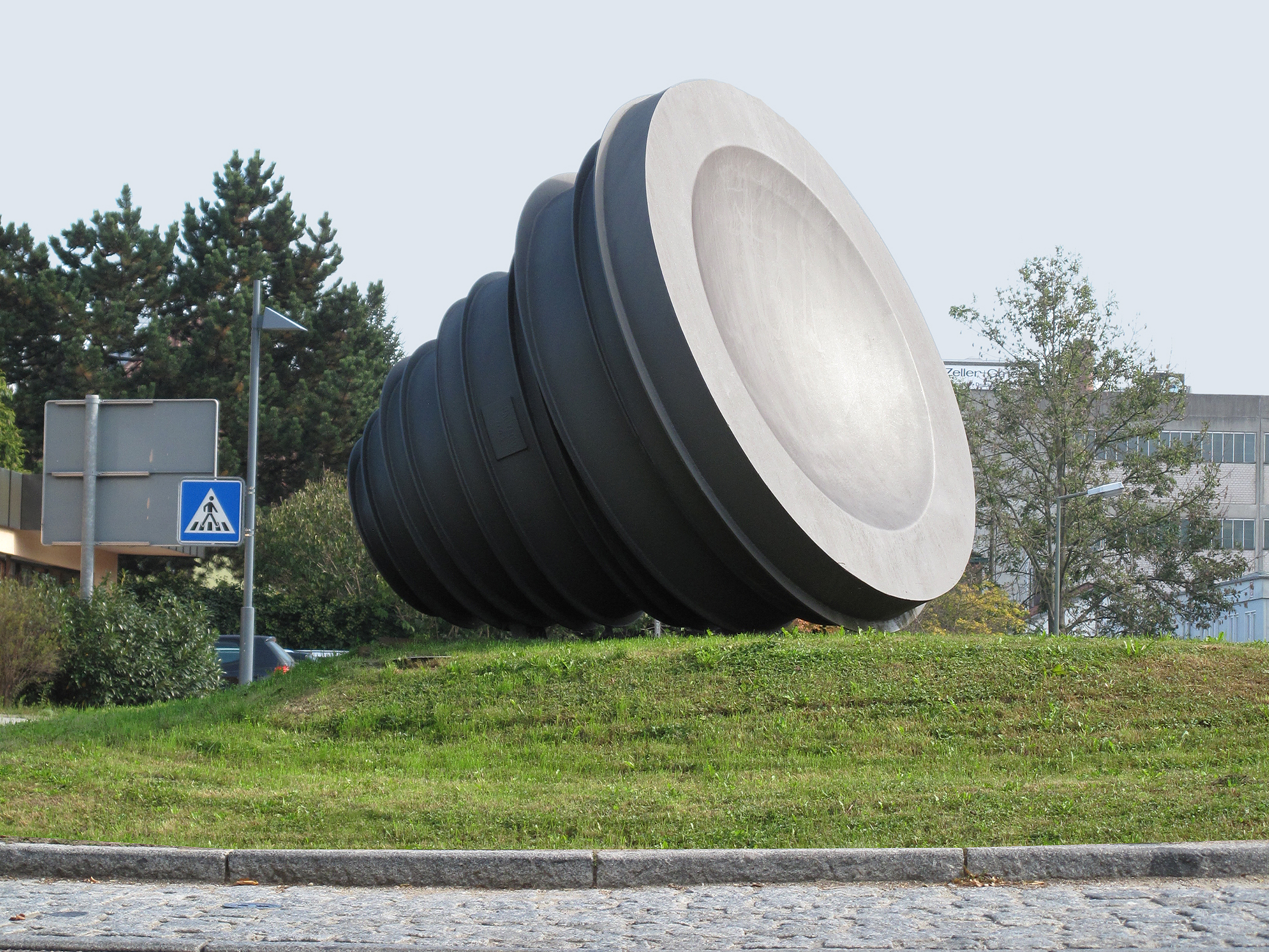
Empfänger, Ingrid Hartlieb (2003)
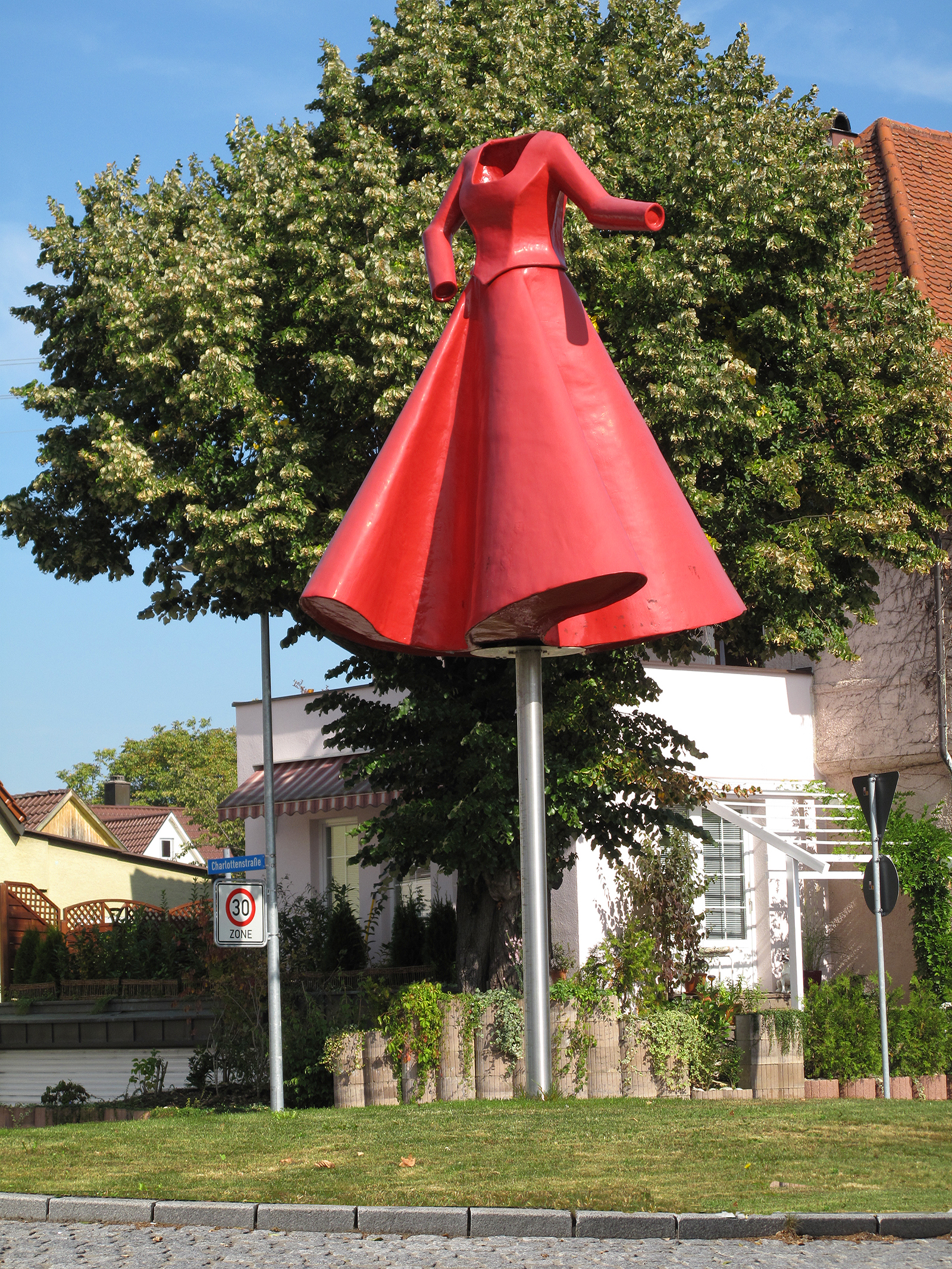
Die Wegweiserin, Anja Luithle (2009)
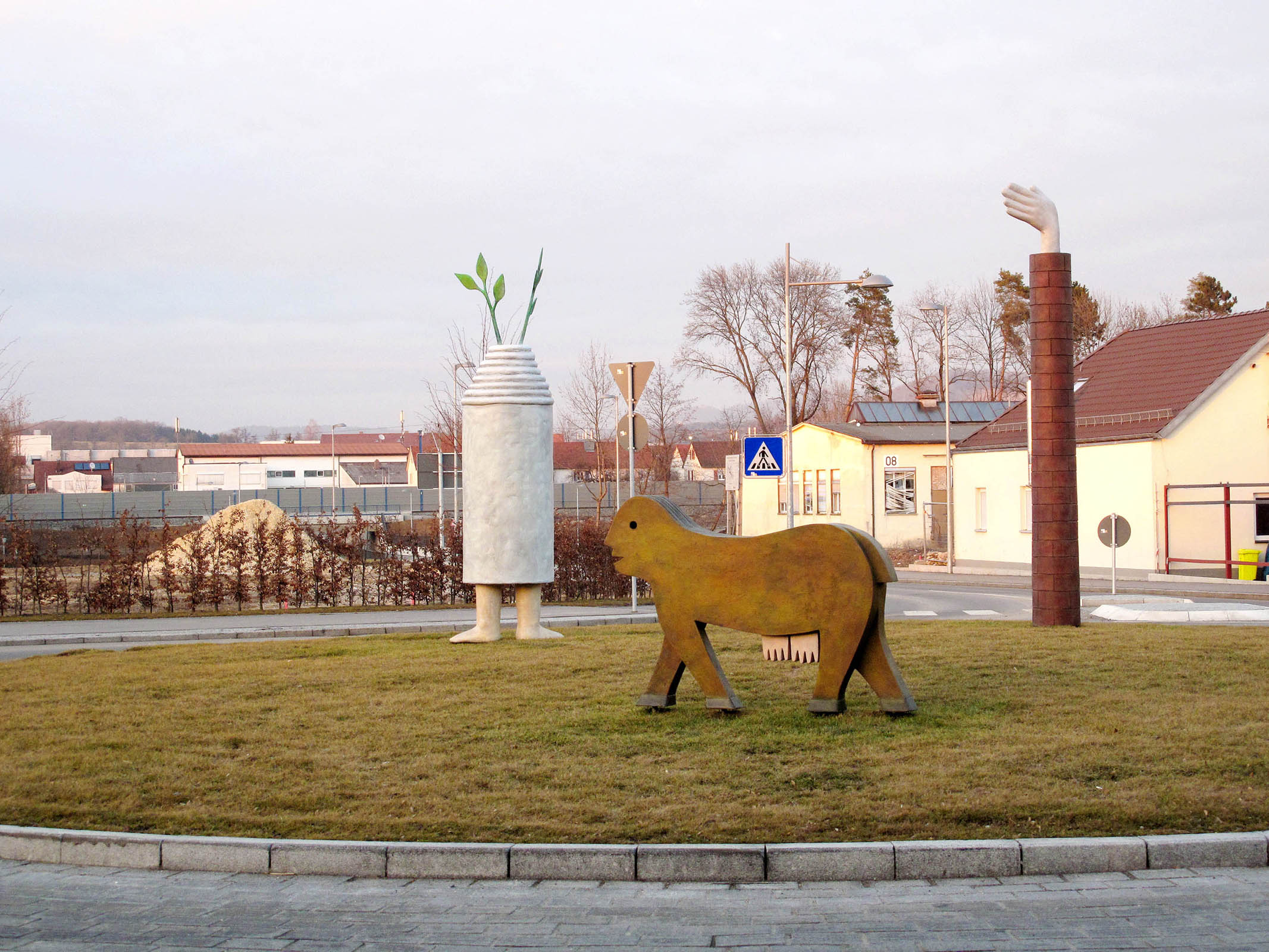
Das unbewegliche Theater, Fritz Schwegler (2011)
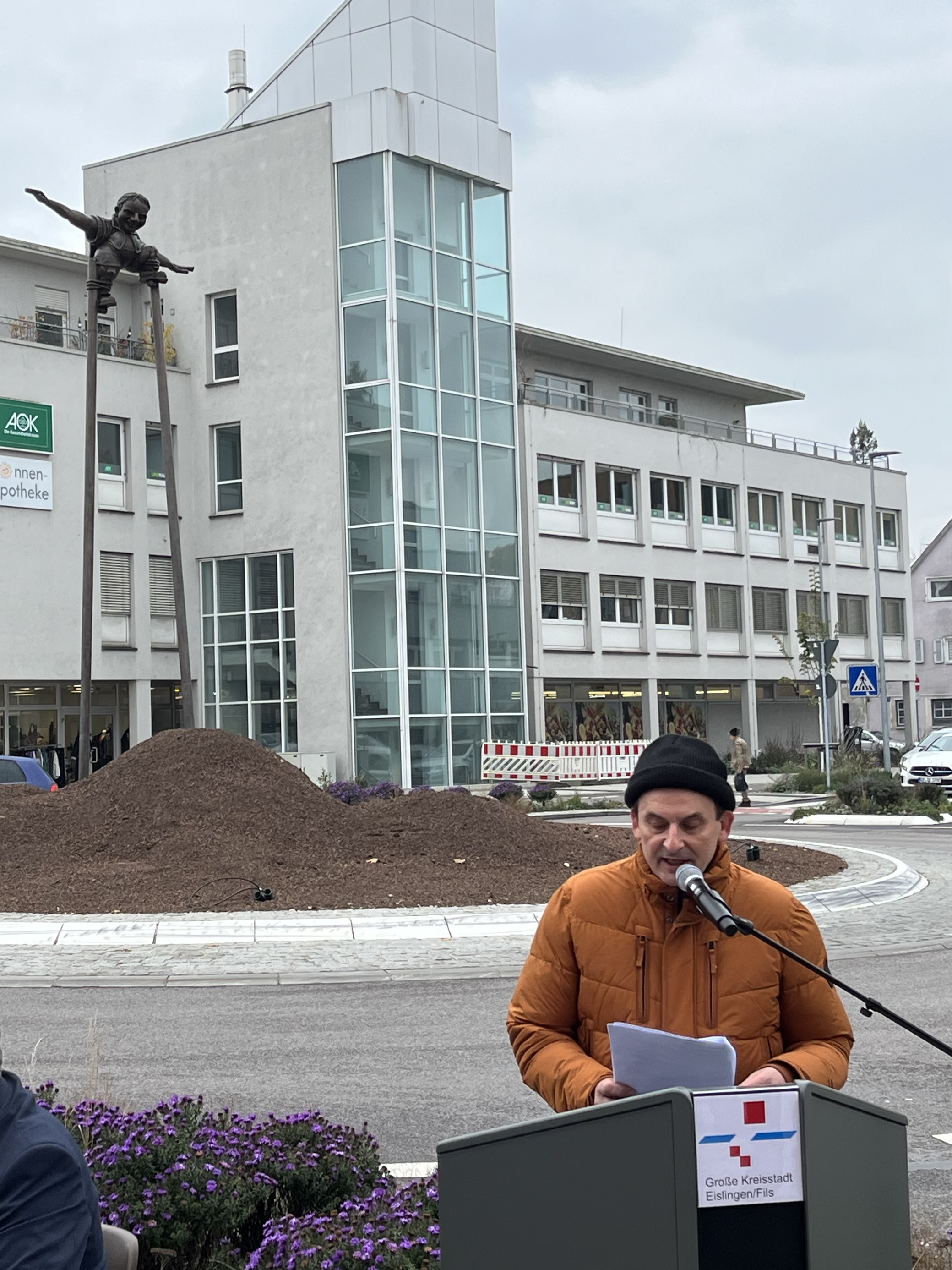
Eislinger Stelzenläufer, im Vordergrund  Andreas Futter bei der Einweihung (2024)

### Musik
Die 2000 gegründete Punkrock-Band Itchy Poopzkid stammt aus Eislingen.

### Sport
Die TSG 1873 Eislingen e. V. ist mit ca. 2.600 Mitgliedern der größte Sportverein im Landkreis Göppingen. Daneben gibt es in Eislingen drei Fußballvereine mit dem KSG Eislingen, dem 1. FC Eislingen und dem ASV Eislingen.
In Eislingen gibt es seit 2008 einen Paintballplatz der seit 2015 als offizieller Austragungsort der Deutschen Paintball Liga (DPL) für Regionalliga und Landesliga fungiert.

## Persönlichkeiten

### Söhne und Töchter der Stadt
- Ferdinand Christoph von Degenfeld-Schonburg (1802–1876), Diplomat
- Götz Christoph von Degenfeld-Schonburg (1806–1895), Graf, württembergischer Offizier und Adjutant des Königs, Landtagsabgeordneter, Konvertit zum Katholizismus
- Heinrich Beck (1832–1881), Gründer der Brauerei Beck’s, Bremen
- Amalie Volz (1878–1962), Gründerin der ersten evangelischen Mütterschule in Württemberg
- Lydia Eberhardt (1913–1997), Speerwerferin und Fünfkämpferin
- Albert Sing (1917–2008), Fußballnationalspieler und Fußballtrainer
- Werner Gromer (1929–1995), Fußballspieler
- Thomas Gruber (* 1943), Medienwissenschaftler, Intendant des Bayerischen Rundfunks 2002–11
- Erich J. Fuchshuber (1945–1990), Politiker (CDU)
- Barbara Piazza (* 1945), Drehbuch- und Buchautorin
- Klaus Cachay (* 1946), Sportwissenschaftler
- Mechtild Oechsle (1951–2018), Soziologin und Professorin an der Universität Bielefeld
- Martin Baresch (* 1954), Schriftsteller und Übersetzer
- Peter Gromer (* 1955), Fußballspieler und -trainer
- Klaus Vogel (* 1956), Kulturwissenschaftler und Museumsleiter
- Karlheinz Blessing (* 1957), Manager
- Erika Mezger (* 1957), Verwaltungswissenschaftlerin
- Kai Gehring (* 1988), Fußballspieler

### Weitere Persönlichkeiten
- Theodor Engel (1842–1933), Theologe und Geologe, der die Schwäbische Alb untersuchte, Pfarrer in Eislingen
- Josef Mühlberger (1903–1985), Schriftsteller, lebte lange Jahre in Eislingen, ihm zu Ehren werden seit 1995 alle zwei Jahre die Mühlberger-Tage des Kunstvereins Eislingen veranstaltet.
- Arthur Eisenmenger (1914–2002), mutmaßlicher Urheber des Eurozeichens, lebte zuletzt in Eislingen
- Wolfgang Fischer (* 1943), Kommunalpolitiker (SPD), war Eislinger Baubürgermeister
- Tina Stroheker (* 1948), Lyrikerin, lebt in Eislingen
- Martin Baresch (* 1954), Schriftsteller
- Leni Breymaier (* 1960) Künkelin-Preisträgerin, SPD-Politikerin, VerDi-Landesbezirksleiterin, lebt seit 1986 in Eislingen.
- Luigi Brogna (1961–2008), Autor, lebte den größten Teil seines Lebens in Eislingen und ist dort begraben.
- Daniel Zorn (* 1981), Steuerberater, Finanzwissenschaftler und Hochschullehrer
- Sebastian Hafner (* 1982) und Daniel Friedl (* 1982), Gründer der Band Itchy.